# 1650
| 1650               |
| ------------------ |
| Dødsfald - Fødsler |
|                    |

| Gregoriansk kalender | 1650 MDCL               |
| Ab urbe condita      | 2403                    |
| Armensk kalender     | 1099 ԹՎ ՌՂԹ             |
| Kinesiske kalender   | 4346 – 4347 己丑 – 庚寅 |
| Etiopisk kalender    | 1642 – 1643             |
| Jødisk kalender      | 5410 – 5411             |
| Hindukalendere       |                         |
| - Vikram Samvat      | 1705 – 1706             |
| - Shaka Samvat       | 1572 – 1573             |
| - Kali Yuga          | 4751 – 4752             |
| Iransk kalender      | 1028 – 1029             |
| Islamisk kalender    | 1060 – 1061             |

Konge i Danmark: Frederik 3. – 1648-1670
Se også 1650 (tal)

## Begivenheder
- 20. oktober – Prinsesse Kristina krones til dronning af Sverige efter at have regeret siden 1632, under formynderstyre af Axel Oxenstierna indtil hans død i 1644, men abdicerer fire år efter i 1654 til fordel for sin fætter Karl 10. Gustav af Sverige.
- Fæstningsbyen Frederiksodde (det senere Fredericia) anlægges.
- Der er omkring 5 millioner mennesker i England, og mellem 15 og 20 millioner i Frankrig.
- Den irske videnskabsmand Robert Boyle (1627-1692).opdager bobler i en slange han har udsat for vacum, dette er første gang man støder på trykfaldssyge.

## Født
- 20 / 21. juni – Prinsesse Vilhelmine Ernestine af Danmark, datter af Frederik 3. og dronning Sophie Amalie.

## Dødsfald
- 11. februar – René Descartes, fransk filosof og matematiker (født 1596.)